# Leandra
Leandra är ett släkte av tvåhjärtbladiga växter. Leandra ingår i familjen Melastomataceae.

## Dottertaxa tillLeandra, i alfabetisk ordning[1]
- Leandra acuminata
- Leandra acutiflora
- Leandra adamantinensis
- Leandra adenothrix
- Leandra agrestis
- Leandra alpestris
- Leandra altomacaensis
- Leandra amplexicaulis
- Leandra aptera
- Leandra aristigera
- Leandra aspera
- Leandra atrata
- Leandra atroviridis
- Leandra attenuata
- Leandra aurea
- Leandra australis
- Leandra balansaei
- Leandra balduinii
- Leandra barbinervis
- Leandra bergiana
- Leandra blanchetiana
- Leandra boissieriana
- Leandra boliviensis
- Leandra brackenridgei
- Leandra breviflora
- Leandra calvescens
- Leandra camporum
- Leandra cancellata
- Leandra candelabrum
- Leandra caquetana
- Leandra caquetensis
- Leandra carassana
- Leandra cardiophylla
- Leandra catharinensis
- Leandra chaetocalyx
- Leandra chaetodon
- Leandra circumscissa
- Leandra clidemioides
- Leandra coadunata
- Leandra collina
- Leandra confusa
- Leandra cordifolia
- Leandra cordigera
- Leandra coriacea
- Leandra cornoides
- Leandra cremersii
- Leandra crenata
- Leandra cuatrecasasii
- Leandra cuneata
- Leandra dasytricha
- Leandra debilis
- Leandra deflexa
- Leandra dendroides
- Leandra dentata
- Leandra depauperata
- Leandra dichotoma
- Leandra diffusa
- Leandra dispar
- Leandra divaricata
- Leandra dolichantha
- Leandra dolichodons
- Leandra dubia
- Leandra echinata
- Leandra edentula
- Leandra eichleri
- Leandra eriocalyx
- Leandra erostrata
- Leandra fallacissima
- Leandra fallax
- Leandra fastigiata
- Leandra flavescens
- Leandra floribunda
- Leandra fluminensis
- Leandra foveolata
- Leandra fragilis
- Leandra francavillana
- Leandra freyreissii
- Leandra gardneriana
- Leandra glabrata
- Leandra glandulifera
- Leandra glandulosa
- Leandra glazioviana
- Leandra gorzulae
- Leandra gracilis
- Leandra granatensis
- Leandra grandifolia
- Leandra grayana
- Leandra gynoverrucosa
- Leandra hatschbachii
- Leandra herincquiana
- Leandra hirta
- Leandra hirtella
- Leandra horrida
- Leandra humilis
- Leandra hybophylla
- Leandra inaequalifolia
- Leandra inaequidens
- Leandra intermedia
- Leandra involucrata
- Leandra ionopogon
- Leandra itatiaiae
- Leandra kleinii
- Leandra krugiana
- Leandra lacunosa
- Leandra laevigata
- Leandra lancifolia
- Leandra lapae
- Leandra lasiopetala
- Leandra lasiostachya
- Leandra laxa
- Leandra lehmanni
- Leandra lima
- Leandra limbata
- Leandra limoides
- Leandra lindeniana
- Leandra longibarbis
- Leandra longicoma
- Leandra longisepala
- Leandra longisetosa
- Leandra longistyla
- Leandra luctatoris
- Leandra lutea
- Leandra macdanielii
- Leandra macropora
- Leandra macrosepala
- Leandra magdalenensis
- Leandra magnipetala
- Leandra maguirei
- Leandra marigotiana
- Leandra markgrafii
- Leandra mattosii
- Leandra melanodesma
- Leandra melastomoides
- Leandra mexicana
- Leandra miconiastrum
- Leandra micrantha
- Leandra micropetala
- Leandra microphylla
- Leandra mollis
- Leandra mosenii
- Leandra mouraei
- Leandra multiplinervis
- Leandra multisetosa
- Leandra nanayensis
- Leandra navicularis
- Leandra neblinensis
- Leandra neglecta
- Leandra nervosa
- Leandra neurotricha
- Leandra nianga
- Leandra niangaeformis
- Leandra niederleinii
- Leandra oblongifolia
- Leandra oligochaeta
- Leandra opaca
- Leandra organensis
- Leandra ossaeoides
- Leandra ovata
- Leandra paleacea
- Leandra pallida
- Leandra papillata
- Leandra parvifolia
- Leandra pastazana
- Leandra paulina
- Leandra pauloensis
- Leandra pectinata
- Leandra peltata
- Leandra penduliflora
- Leandra pennipilis
- Leandra phelpsiae
- Leandra pilonensis
- Leandra pilosissima
- Leandra planifilamentosa
- Leandra polyadena
- Leandra polychaeta
- Leandra polystachya
- Leandra procumbens
- Leandra pubescens
- Leandra pulchra
- Leandra purpurascens
- Leandra purpurea
- Leandra purpureo-villosa
- Leandra quinquedentata
- Leandra quinquenodis
- Leandra raimondiana
- Leandra ramboi
- Leandra refracta
- Leandra regnellii
- Leandra reitzii
- Leandra retropila
- Leandra reversa
- Leandra rhamnifolia
- Leandra rhodopogon
- Leandra ribesiaeflora
- Leandra riedeliana
- Leandra rigida
- Leandra riograndensis
- Leandra rotundifolia
- Leandra rubida
- Leandra rufescens
- Leandra sabiaensis
- Leandra saldanhaei
- Leandra salicina
- Leandra sanguinea
- Leandra santos-limae
- Leandra schwackei
- Leandra secunda
- Leandra secundiflora
- Leandra sericea
- Leandra sessiliflora
- Leandra simplicicaulis
- Leandra solenifera
- Leandra sparsisetulosa
- Leandra sphaerocarpa
- Leandra stellulata
- Leandra steyermarkii
- Leandra strigilliflora
- Leandra subobruta
- Leandra subseriata
- Leandra subtrinervis
- Leandra subulata
- Leandra sulfurea
- Leandra sylvatica
- Leandra sylvestris
- Leandra ternata
- Leandra tetragona
- Leandra tetraptera
- Leandra tetraquetra
- Leandra therezopolitana
- Leandra thyrsiflora
- Leandra tomentosa
- Leandra triantha
- Leandra tristis
- Leandra truncata
- Leandra ulaei
- Leandra uliginosa
- Leandra umbellata
- Leandra urbaniana
- Leandra urophylla
- Leandra variabilis
- Leandra warmingiana
- Leandra velutina
- Leandra verticillata
- Leandra vesiculosa
- Leandra viridiflava
- Leandra viscosa
- Leandra xanthocoma
- Leandra xantholasia
- Leandra xanthopogon
- Leandra xanthostachya